# Llufa (mitologia)
|  | Per a altres significats, vegeu «Llufa». |

Una llufa és, dins la mitologia catalana, un ésser femení, eteri i indeterminat, propi de la cultura popular de l'Empordà. A Roses i el Cap de Creus, les llufes són benintencionades i justicieres, mentre que al Baix Empordà són més aviat una mena de petits follets que es coneixen també com a «encantades de vent i de fum».